# Yoyo Maeght
Françoise Maeght, connue sous le nom de Yoyo Maeght, née le 14 janvier 1959, est une éditrice, galeriste et commissaire d'exposition française. Elle est la petite-fille de l'éditeur, galeriste et mécène Aimé Maeght qui créa la Fondation Marguerite et Aimé Maeght, à Saint-Paul-de-Vence. Elle est organisatrice et commissaire d'expositions d'art moderne et d'art contemporain et auteur de plusieurs ouvrages d'art et sur l'histoire de la famille Maeght.

## Biographie
Petite-fille d'Aimé Maeght, elle grandit entourée d'artistes proches (dont Giacometti, Miró) et de ses grands-parents  et travaille à la fondation chaque été. Autodidacte, Yoyo Maeght intègre, dès 1977, les entreprises familiales par le biais de L’Automobiliste, magasin de jouets familial. Elle-même collectionne notamment les jouets en tôle, les robots, les céramiques et faïences atypiques des années 1940.

### Activités au sein de la fondation Maeght
Après la mort d'Aimé Maeght, et incitée par des artistes comme Aki Kuroda ou Gérard Gasiorowski, elle se consacre à la poursuite des activités familiales. Elle devient directrice de Maeght Éditeur, et publie des catalogues raisonnés, livres d'artistes et de bibliophilie ainsi que des lithographies et gravures.
En 2002, Yoyo Maeght devient administratrice de la Fondation Maeght à Saint-Paul-de-Vence, responsable du développement et de la communication des entreprises Maeght. En 2010, elle réalise l'exposition « Giacometti & Maeght » qui reste le plus grand succès de l'histoire de la fondation de Saint-Paul-de-Vence.
En mars 2011, à la suite d'un différend qui l'oppose aux autres membres de sa famille, elle démissionne de ses fonctions d'administrateur au sein du conseil d'administration de la Fondation Marguerite et Aimé Maeght. Selon Adrien Maeght, son père et également président de la fondation, Yoyo Maeght souhaitait devenir majoritaire au sein de la société Maeght Editeur, ce à quoi sa famille s'est opposée. Selon Yoyo Maeght, les différends avec sa sœur, Isabelle, ont provoqué la discorde au sein de la fondation.

### Organisations d'expositions
Elle organise, pour des musées en Chine, des expositions reliant l'Asie et l'occident. Dès 2005, elle se spécialise dans l'organisation d’évènements artistiques pour les musées chinois parmi lesquels le musée impérial de la Cité interdite de Pékin (par exemple celle d'Aki Kuroda), TS1 Art Center, le musée Doland de Shanghai… Quatre autres expositions ont été présentées dans des musées ou centres d'arts de Pékin en 2007. En 2008, les expositions sont accueillies par le Doland Art Museum de Shanghai et remportent un vif succès pour des expositions d'artistes occidentaux. 
Yoyo Maeght est commissaire de multipes expositions, notamment de la première exposition Miró en Turquie et en Chine. Elle collabore également à des rétrospectives présentées par la Royal Academy de Londres, le Munster Museum ou encore le Pera Museum à Istanbul. En 2018, elle est commissaire de la rétrospective Aki Kuroda présentée par le Centre d'Art Bouvet-Ladubay de Saumur

### Autres activités

#### Publication d'ouvrages
Yoyo Maeght est l'auteur du livre Maeght : la passion de l'art vivant qui rappelle l'apport d'Aimé et Marguerite Maeght à l'art du XXe siècle. Cet ouvrage est traduit en anglais sous le titre The Maeght Family, A passion for Modern Art, en 2010, de l'ouvrage La Fondation Marguerite et Aimé Maeght, L'art et la Vie, consacré à ses grands-parents et à la Fondation et en 2014 de La Saga Maeght, livre autobiographique où Yoyo Maeght rend un vif hommage à Aimé Maeght. Elle est coauteur du film Maeght une histoire de famille.
Elle est l'auteur de plusieurs préfaces de catalogues d'expositions, elle signe des textes dans des ouvrages moins spécialisés, notamment l'Europe à la carte et Albert Ayler, témoignages sur un holy ghost.

##### Autres activités professionnelles
Yoyo Maeght est également juge consulaire, et siège depuis 2003 au tribunal de commerce de Paris. Depuis 2015, elle préside la 12e chambre du tribunal de commerce de Paris, chargé des redressements et liquidations judiciaires.
Elle enseigne à l'EAC, à l'IESA ainsi qu'à Drouot Formation[réf. souhaitée].

## Commissariat d'expositions
- Centre Pompidou, Paris : rétrospective Gasiorowski
- Musée de Nîmes : Gasiorowski
- Fondation Maeght : Giacometti & Maeght
- Chine, TS1 Centre for contemporary : Art To the east
- Chine, Beijing Imperial Museum : Aki Kuroda
- Arménie, National Gallery Erevan : Braque
- République tchèque, National Galleries of Art, Bratislava : Aki Kuroda
- Italie, Taormina Cultural Center : Miró
- Japon, National Museum, Yokohama : « A XXth century collection »
- Turquie, Pera Museum : Miró
- Allemagne, Picasso Graphikmuseum Münster : « L’aventure de la modernité »
- Royaume-Uni, Royal Academy of Art : « Maeght and his artists »
- France, Centre d'Art Bouvet-Ladubay, Aki Kuroda

## Prix et distinctions
- Chevalière de l'ordre national du Mérite (2008)[11]
- Prix Montblanc de la culture (2011)[12]
- Médaille de la Ville de Paris (2017)
- Chevalière de l'ordre des Arts et des Lettres (2025)

## Publications

### Ouvrages
- Maeght : l'aventure de l'art vivant, Éditions de La Martinière, 2006  (ISBN 978-2732434858)
- La Fondation Maeght - l'art et la vie, coll. Hors série, Éditions Gallimard, 2010
- Aki Kuroda - Monographie, Maeght Éditeur
- Miro - Femme et Oiseaux, Maeght Éditeur
- La Saga Maeght, Robert Laffont, 2014
- Préface de L'Odyssée, livre photos de Grégory Herpe 2017

### Filmographie
- Maeght - Une Histoire de famille, Doc en Stock, diffusion Arte 2006